# Fractional Orbital Bombardment System
Fractional Orbital Bombardment System (FOBS) a fost un program sovietic pentru o rachetă balistică intercontinentală care după lansare avea să intre pe orbită terestră joasă și apoi să coboare spre țintă. Avea practic rază de acțiune infinită (putând rămâne în orbită precum un satelit), iar traiectoria sa orbitală, spre deosebire de o traiectorie balistică, nu avea cum să dezvăluie coordonatele țintele. 
Aceasta ar fi permis o traiectorie deasupra Polului Sud, lovind țintele dinspre sud, evitând radarele NORAD care erau îndreptate spre nord.
Racheta folosită pentru acest sistem a fost o versiune specială a tipului R-36.
Sistemul a fost desființat în 1983, ca urmare a prevederilor tratatului SALT II din 1979.